# The Haunt of Fear
The Haunt of Fear è stata una serie antologica a fumetti pubblicata dal 1950 al 1954 negli Stati Uniti dalla EC Comics. Insieme alle altre serie pubblicate dall'editore come Tales from the Crypt e The Vault of Horror, fu molto popolare ma, per i temi trattati divenne oggetto di attacchi censori da parte dell'opinione pubblica volti a tutelare i minori e che portarono all'adozione da parte degli editori di un codice di regolamentazione particolarmente restrittivo, il Comics Code Authority, che costrinse infine l'editore a interromperne la pubblicazione insieme ad altre serie nel 1954.
Le storie presenti in questa serie e in altre dello stesso editore, sono state successivamente ristampate da altre editori e sono state adattate per la televisione e il cinema.

## Storia editoriale
A seguito del successo della serie Tales from the Crypt, nel 1950 l'editore Gaines e il suo curatore editoriale Al Feldstein, idearono altre serie simili per contenuti alla capostipite con storie di genere horror ricche di inventiva e di humor nero, realizzati da abili disegnatori americani che divennero poi artisti di culto. Molte delle storie pubblicate erano spesso introdotte da un personaggio, una vecchia strega. Gli albi vennero pubblicati nel tradizionale formato della EC Comics, albi brossurati di 17x24 cm in bianco e nero, e le storie vennero scritte da nomi noti del fumetto americano come Gardner Fox, Harvey Kurtzman, Johnny Craig oltre allo stesso Al Feldstein mentre i disegni furono opera di autori come Graham Ingels e Jack Kamen. Le storie erano in genere brevi racconti ricchi di omaggi, citazioni o riadattamenti di opere di autori come Edgar Allan Poe, Wylliam Wymark Jacobs e H.P. Lovecraft che gli sceneggiatori della EC seppero riadattare in uno stile da black comedy unendo le atmosfere e le vicende dell’horror classico ai toni più leggeri degli albi a fumetti per ragazzi. La serie chiuse dopo 28 numeri nel dicembre 1954.
Le storie presentate nella serie vennero poi riproposte da altri editori nei decenni successivi. La Ballantine Books ristampò una selezione di storie in una serie di volumi antologici nel 1964-66. La rivista venne riproposta nella sua interezza in una serie di cinque volumi in bianco e nero dall'editore Russ Cochran nella collana The Complete EC Library nel 1985 mentre nel 1990 Cochran, in collaborazione con Gladstone Publishing o da solo, ha ristampato alcuni volumi a colori. Dal 1992 al 1998 poi, Cochran e Gemstone Publishing hanno ristampato tutta la serie di 28 albi singolarmente.

## Controversie
Nel 1954, Gaines e Feldstein avrebbero voluto aggiungere una quarta serie alle tre che già pubblicavano con successo, Tales from the Crypt e The Vault of Horror ma vennero fermati a seguito della crociata contro i fumetti considerati pericolosi per i minori contribuendo in modo significativo ai fenomeni di violenza giovanile in America. Il clima peggiorò ulteriormente dopo le audizioni pubbliche, in aprile e giugno del 1954, di una commissione del Senato degli Stati Uniti d'America sulla delinquenza giovanile. Le risultanze della commissione suggerirono agli editori di attenuare il tono delle storie evitando così una censura esterna diretta ma spingendo gli stessi editori all'autoregolamentazione della Comics Magazine Association of America (CMAA) prima e del Comics Code Authority (CCA) poi, che posero severe restrizioni su quello che poteva essere pubblicato al fine di avere il loro visto sulle copertine. Vennero vietati termini come "terrore" e "orrore" nei titoli e di raffigurare zombi, lupi mannari, personaggi raccapriccianti. Gaines si rese conto che le sue pubblicazioni, con questi vincoli, erano destinati a fallire e così decise di chiudere The Haunt of Fear e le altre serie simili nel settembre 1954. L'ultimo numero di Haunt era il 28, novembre / dicembre 1954.

## Eredità e influenza culturale
Alcune storie apparse nelle serie vennero adattate per la versione cinematografica di Tales from the Crypt (1972) oltre che per una serie televisiva del 1989; il personaggio della vecchia strega, The Old Witch, apparve nella serie animata Tales from the Cryptkeeper.